# جیمز دی. بلک
جمیز دیکسون بلک (James Dixon Black) (زادهٔ ۲۴ سپتامبر، ۱۸۴۹- درگذشتهٔ ۵ اوت، ۱۹۳۸)،‏ وکیل آمریکایی و سی و نهمین فرماندار کنتاکی بود که در سال ۱۹۱۹ به‌مدت هفت ماه خدمت کرد. او زمانی به این مقام رسید که فرماندار آگوستوس اُ. استنلی به مجلس ایالات متحده انتخاب شد.
بلک از کالج توسکولوم درسال ۱۸۷۲ فارغ شد و در حین تحصیل در رشته حقوق در مدرسه نیز تدریس می‌کرد. او در سال ۱۸۷۴ در وکالت پذیرفته شد و دفتر حقوقی خود را در باربورویل کنتاکی افتتاح کرد. که نهایتاً پسرش پیتزر دیکسون و عروس‌اش هیرام اچ. اوونز در کار وکالت با او شریک شدند که شرکت آنها به‌نام بلک- بلک واوونز نامیده می‌شد. او عمیقاً به آموزش علاقه داشت. او دو سال به‌عنوان سرپرست مدارس دولتی شهرستان ناکس ایفای وظیفه نمود. او در تأسیس کالج اتحادیه در بابورویل نقش داشت. او از سال ۱۹۱۰ تا ۱۹۱۲ به عنوان رئیس کالج خدمت کرد.
بلک به‌عنوان نامزد دموکرات‌ها برای معاونت فرمانداری در سال ۱۹۱۵ انتخاب گردید. به رغم اینکه تجربه سیاسی ناچیزی داشت، او توسط آگوستوس اُ. استنلی براساس یک برگه انتخاب شده و با استعفا استنلی برای گرفتن کرسی مجلس سنا ایالات متحده به مقام فرمانداری ارتقا یافت. بیشتر زمانش در هفت ماه به عنوان فرماندار صرف کارزارهای انتخاب مجدد او شد. او نمی‌توانست به اتهامات فساد علیه دولت استنلی که از سوی مخالفش ادوین پی. مورو مطرح شده بود، جواب قناعت بخش ارائه دهد. مورو با کسب بیش از ۴۰٫۰۰۰ رأی برنده انتخابات گردید. بلک به کار وکالتش در باربورویل بازگشت و به‌عنوان رئیس بانک که توسط برادر بزرگش تأسیس شده بود به فعالیت پرداخت. او زمانیکه مدیر کمپین مبارزات انتخاباتی آلبن بارکلی در انتخابات سناتوری بود در اثر ذات الریه در ۵ اوت ۱۹۳۸ درگذشت.

## اوایل زندگی و خانواده
جمیز دیکسون بلک ۲۴ سپتامبر۱۸۴۹ در شهرستان ناکس، کنتاکی که در ۹ مایلی باربورویل در ریچلند کریک واقع است، به‌دنیا آمد. او کوچکترین فرزند از ۱۲ فرزند جان کریگ و کلاریسا «کاسی» جوونز بلک بود. برادر بزرگتر بلک ایساک جونز بلک (۵ اوت، ۱۸۲۸–۲۲ اکتبر، ۱۸۶۶) کاپیتان چهل و نهمین پیاده‌نظام کنتاکی اتحادیه ارتش در جریان جنگ داخلی بود.
بلک در مدارس روستایی و اشتراکی در باربورویل و اطراف آن آموزش دید. درسال ۱۸۷۲ او از کالج تاسکولوم در مجاورت گرین ویل تنسی با مدرک لیسانس در هنر فارغ‌التحصیل گردید. او پس از کالج بلک به شهرستان ناکس برگشت و در آنجا به‌مدت دو سال در مدرسه دولتی تدریس کرد و همزمان با آن در رشته حقوق تحصیل کرد. در اوت ۱۸۷۴ به وکالت پذیرفته شد و دفتر حقوقی خود را در باربورویل افتتاح کرد.
بلک در ۲ دسامبر ۱۸۷۵ در باربورویل با مری ژانتی «نتی» پیتزر ازدواج کرد. این زوج سه فرزند داشت، پیتزر دیکسون، گرترود داوون و جورجیا کلاریس. همه اعضای کلیسای ایسکوپال متدیست بودند. هرسه کودک از کالج کنونی مرکز در دانویل، کنتاکی فارغ شد. پیتزر به تحصیل در رشته حقوق در دانشگاه ویرجینیا پرداخت. بعد از پذیرش در وکالت در دفتر حقوقی پدرش شریک شد. جورجیا بلک با هرام هرکول اوونز ازدواج کرد که او نیز شریک شرکت بلک - بلک و اوونز باربورویل شد.

## حرفه تحصیلی
بلک در سال ۱۸۷۶ برای نمایندگی شهرستان‌های ناکس و ویتلی درمجلس نمایندگان کنتاکی انتخاب گردید. یک دموکرات که نماینده ناحیه‌ای با اکثریت رأی‌دهندگان جمهوری‌خواه بود او فقط در یک دوره یکساله ایفای وظیفه نمود.
در سال ۱۸۷۹ بلک و سایر شهروندان باربورویل سهام خریدند تا بودجه راه اندازی یک کالج را جدید را در باربورویل را تأمین کند. او اصرار داشت که این کالج یونیون کالج نام‌گذاری شود او امیدوار بود این کالج جامعه را متحد کند. او همچنین در توسعه کالج مشارکت داشت و به‌عنوان وکیل آن کالج در جمع‌آوری کمک مالی فعالیت کرد. او که عمیقاً به آموزش علاقه‌مند بود، همچنان در سال‌های ۱۸۸۴ و ۱۸۵۵ به‌صفت سرپرست مدارس دولتی شهرستان ناکس وظیفه انجام داد. اما پس از آن دوباره در شغلش به وکالت پرداخت.
بلک که مدت‌ها فراماسون بود و به‌عنوان ارباب اقامتگاه خود در هفت واقعه مختلف خدمت کرده و دو بار کشیش اعظم طاق سلطنتی ماسونز شعبه باربورویل بود. درسال ۱۸۸۸ به عنوان استاد اعظم کنتاکی انتخاب شد وی در۱۸۹۳ توسط فرماندار کنتاکی جان وای. براون به عنوان مأمور عالی‌رتبه در نمایشگاه جهانی کلمبیا در شیکاگو انتخاب شد که از ادارات معادن و جنگلات نمایندگی می‌کرد.
در ۱۰ سپتامبر، ۱۹۱۰ از بلک به‌عنوان هشتمین رئیس یونین کالج نامبرده شد. درسال بعدی، مدرسه او دکترای افتخاری حقوق را برایش اعطا کرد او به عنوان رئیس یونین کالج تا سال ۱۹۱۲ خدمت کرد.

## حرفه سیاسی
بلک در سال ۱۹۱۲ زمانیکه معاون اول دادستان کل کنتاکی شد به سیاست بازگشت. در سال ۱۹۱۵ نامزد دموکرات‌ها برای معاونت فرمانداری انتخاب شد. بلک که طرفدار موضع میانه‌روی صرف مشروبات الکلی بود، برای توازن فهرست نامزدها با آگوستوس اُ. استنلی که مخالف قانون ممنوعیت فروش مشروبات الکلی بود. درحالیکه بلک حریف خود لوئیس ال. واکر را با بیش از ۸۰۰۰ رأی شکست داد. استنلی تنها با ۴۲۱ رأی از اردوین پی. مورو جمهوری‌خواه پیشی گرفت که نزدیکترین انتخابات استانداری در تاریخ این ایالت است.
گرچه استنلی و بلک در انتخابات پیروز شدند، اما هرگز به متحدان سیاسی تبدیل نشدند. در زمان انتخاب و خدمت آنها، قانون اساسی کنتاکی پیش‌نویس کرده بود، درصورتیکه فرماندار ایالات را ترک کند، معاون فرماندار می‌تواند به عنوان فرماندار عمل کند. متعاقباً، استنلی از سفر به خارج ایالت در تعطیلات خودداری کرد، زیرا می‌ترسید کسانی را که بلک در نبود وی در کرسی‌های خالی دفاتر دولتی بگمارد، مورد تصدیق او قرار نگیرد.
بلک در ۱۹ مه ۱۹۱۹ زمانی به فرمانداری رسید که فرماندار استنلی برای گرفتن کرسی درمجلس سنای ایالات متحده استعفا داد. موضع میانه‌روی در صرف مشروبات الکلی او به قیمت بسیاری از حامیان استنلی تمام شد، درحالیکه وابستگی او به استنلی «مخالف قانون ممنوعیت» باعث شد که حمایت‌اش در میان طرفداران منع سکرات کاهش یابد. در طول دوران بلک هیچ جلسه قانون‌گذاری در نشست‌های عمومی برگزار نشد، بنابراین از منازعات بالقوه با مجلس شورای ملی جلوگیری به عمل آمد.
بلک بلافاصله به اتهام انتصاب ضعیف توسط استنلی مواجه شد. کمیسیون کتب درسی مدرسه به‌دلیل انتقاد خاصی مورد توجه قرار گرفت. محکمه استیناف کنتاکی حکم داده بود که کمیسیون در انتخاب کتب درسی غیرقانونی عمل نموده و با جمله‌بندی گنگ تسلیم داده‌است. بلک خواست تا از مأموریت استعفا دهد، اما وقتی آنها نپذیرفتند ادعا کرد که جز تقلب یا فساد قدرتی برای برکناری آنها ندارد. نشریه Louisville Courier اشاره کرد که بلک می‌تواند کسانی را که توسط استنلی گماشته شده‌است و هنوز توسط مجلس سنا تأیید نشده را جایگزین نماید، اما بلک از انجام این کار خودداری کرد. برخی بر این باور است که بلک موافقت کرده‌است که در ازای حمایت استنلی درکمپین انتخاب مجدد او منصوبین گماشته شده استنلی را حفظ نماید.

### کتابشناسی
- Harrison, Lowell H. (1992).  Kleber, John E. (ed.). The Kentucky Encyclopedia. Associate editors: Thomas D. Clark, Lowell H. Harrison, and James C. Klotter. Lexington, Kentucky: The University Press of Kentucky. ISBN 0-8131-1772-0.
- Harrison, Lowell H.; James C. Klotter (1997). A New History of Kentucky. University Press of Kentucky. ISBN 0-8131-2008-X. Retrieved 2009-06-26.
- Hay, Melba Porter (2004).  Lowell H. Harrison (ed.). Kentucky's Governors. Lexington, Kentucky: The University Press of Kentucky. ISBN 0-8131-2326-7.
- Johnson, E. Polk (1912). A History of Kentucky and Kentuckians: The Leaders and Representative Men in Commerce, Industry and Modern Activities. Lewis Publishing Company. Retrieved 2009-08-17.
- Kerr, Charles; William Elsey Connelley; Ellis Merton Coulter (1922). History of Kentucky. Vol. 4. The American Historical Society. ISBN 978-0-598-57299-8. Retrieved 2009-08-17.
- Klotter, James C. (1996). Kentucky: Portraits in Paradox, 1900–1950. University Press of Kentucky. ISBN 0-916968-24-3. Retrieved 2009-06-26.
- "Kentucky Governor James Dixon Black". National Governors Association. Retrieved 2012-04-03.
- Powell, Robert A. (1976). Kentucky Governors. Danville, Kentucky: Bluegrass Printing Company. OCLC 2690774.